# Marc Goos
Marc Goos (Breda, 30 november 1990) is een Nederlands voormalig wielrenner.
Goos brak op 14 juni 2014 tijdens de openingsetappe van de Ronde van Zwitserland zijn heup. De renner kwam ten val in de lastige afdaling van de tijdrit. Hij reed de etappe nog wel uit, maar werd daarna naar het ziekenhuis gebracht. Door complicaties verliep het herstel van zijn heupbreuk zeer moeizaam. In december 2015 werd hij voor de derde keer in anderhalf jaar tijd aan zijn heup geopereerd.

## Palmares

### Overwinningen
2010
Jongerenklassement Flèche du Sud
3e etappe Ronde van Berlijn
Eindklassement Ronde van Berlijn
3e etappe Mainfranken-Tour
Eindklassement Mainfranken-Tour
2011
Eindklassement Ronde van León
2012
Jongerenklassement Ronde van Alentejo
1e etappe Ronde van Thüringen

### Resultaten in voornaamste wedstrijden
| Jaar | Ronde van Italië | Ronde van Frankrijk | Ronde van Spanje |
| ---- | ---------------- | ------------------- | ---------------- |
| 2013 |                  |                     |                  |
| 2014 | 35e              |                     |                  |

| Jaar | Luik-Bast.‑Luik | Ronde van Lombardije |
| ---- | --------------- | -------------------- |
| 2013 | opgave          | 45e                  |
| 2014 |                 |                      |

### Resultaten in kleinere rondes
| Jaar | Tirreno-Adriatico | Ronde van Romandië | Critérium du Dauphiné | Ronde van Zwitserland | Ronde van Peking |
| ---- | ----------------- | ------------------ | --------------------- | --------------------- | ---------------- |
| 2013 |                   | 96e                | opgave                |                       | 49e              |
| 2014 | 76e               |                    |                       | opgave                |                  |

## Ploegen
- 2010 –  Cyclingteam Jo Piels
- 2011 –  Rabobank Continental Team
- 2011 –  Rabobank Cycling Team (stagiair vanaf 16-8)
- 2012 –  Rabobank Continental Team
- 2012 –  Rabobank Cycling Team (stagiair vanaf 1-8)
- 2013 –  Belkin-Pro Cycling Team [a]
- 2014 –  Belkin-Pro Cycling Team
- 2015 –  Team LottoNL-Jumbo
- 2016 –  Team LottoNL-Jumbo (tot 31-7)
- 2017 –  Development Team Sunweb

1. ↑  Tot de Ronde van Frankrijk heette de ploeg Blanco-Pro Cycling Team, maar na het aantrekken van Belkin als hoofdsponsor werd de naam veranderd.